# 몰찻 도마
몰찻 도마(러시아어: Молчат Дома mɐlˈt͡ɕat dɐˈma[*])는 2017년 벨라루스 민스크에서 결성된 포스트펑크 밴드이다. 현재 구성원은 예고르 시쿳코(러시아어: Егор Шкутко)(보컬), 로만 코모고르체프(러시아어: Роман Комогорцев)(기타, 신시사이저, 드럼 머신), 파벨 코즐로프(러시아어: Павел Козлов)(베이스 기타, 신시사이저)로 이루어져 있다. 음악 성향은 1980년대 러시아 록 음악의 영향을 받았으며, 포스트펑크, 뉴 웨이브, 신스팝, 콜드웨이브 음악을 한다고 평가된다.
2017년 첫 앨범 С крыш наших домов(스 크리시 나시흐 도모프)를 낸 이후 2018년에는 두번째 앨범 Этажи(에타지)를 독일 인디 레이블 Detriti Records를 통해 발매하였다. 전세계적 인기를 얻은 후 미국의 인디 레이블인 세이크리드 본즈 레코드과 계약하였다. 2020년 11월 13일에는 세번째 스튜디오 앨범 Монумент(모누멘트)를 발매하였다.

## 역사

### 2017년 ~ 2019년

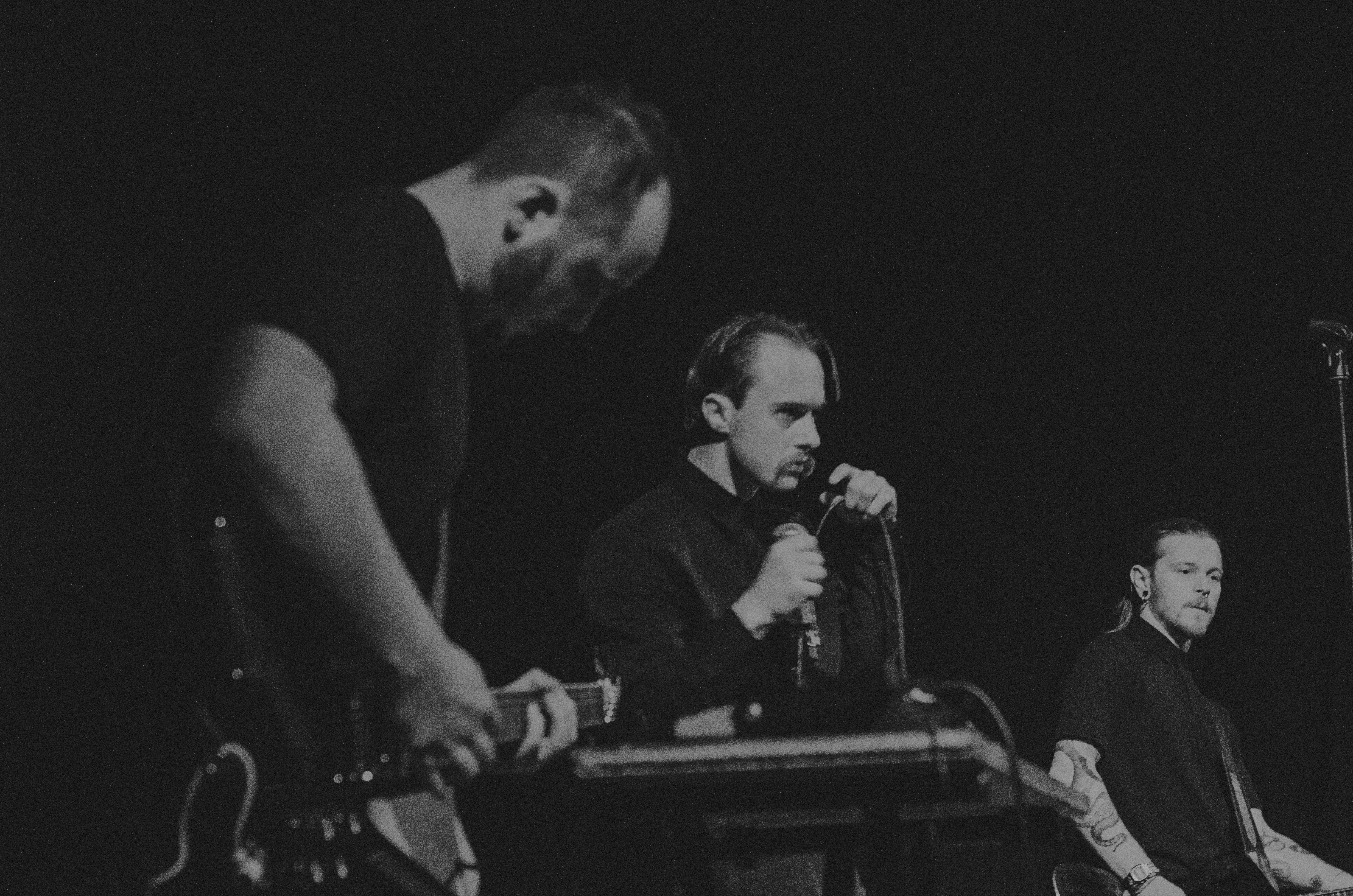
리투아니아에서 공연하는 몰찻 도마 (2019년)

몰찻 도마는 벨라루스 민스크에서 결성되었으며 2017년부터 음악 작품을 발표하였다. 2017년 4월 24일 데뷔 스튜디오 앨범 С крыш наших домов를 스스로 발매하였다. 2017년 7월에는 곡 Коммерсанты(코메르산티)를 싱글으로 발매하였다. 그해 말 С крыш наших домов는 독일 인디 레이블 Detriti Records를 통해 재발매되었다. 2018년 9월 7일 몰찻 도마는 곡 Коммерсанты를 포함한 두번째 앨범 Этажи를 디지털과 비닐으로 Detriti Records를 통해 발매하였다.
몰찻 도마의 두 앨범은 유튜브와 밴드캠프를 통해 인지도를 쌓아갔다. "Harakiri Diat"이라는 이름을 사용하는 유튜브 유저가 비공식적으로 몰찻 도마의 음악을 업로드했다. 2019년 말, Этажи는 그 업로드본에서 조회수가 200만이 넘었다. 몰찻 도마는 다른 유럽 국가에서는 매진 공연을 할 정도로 유명해졌지만 고향 벨라루스에서는 그다지 유명해지지 못했다. 하지만 이 밴드는 민스크 아레나 매진 공연에 별 관심이 없다고 하였다. 2019년 9월에는 싱글 두 곡을 발표하였다. 첫번째 곡은 Звезды(즈베즈디)이며, 두번째 곡은 러시아 포스트펑크 밴드 플로호와 함께 작업한 По краю острова(포 크라유 오스트로바)이다.

### 2020년 ~ 현재

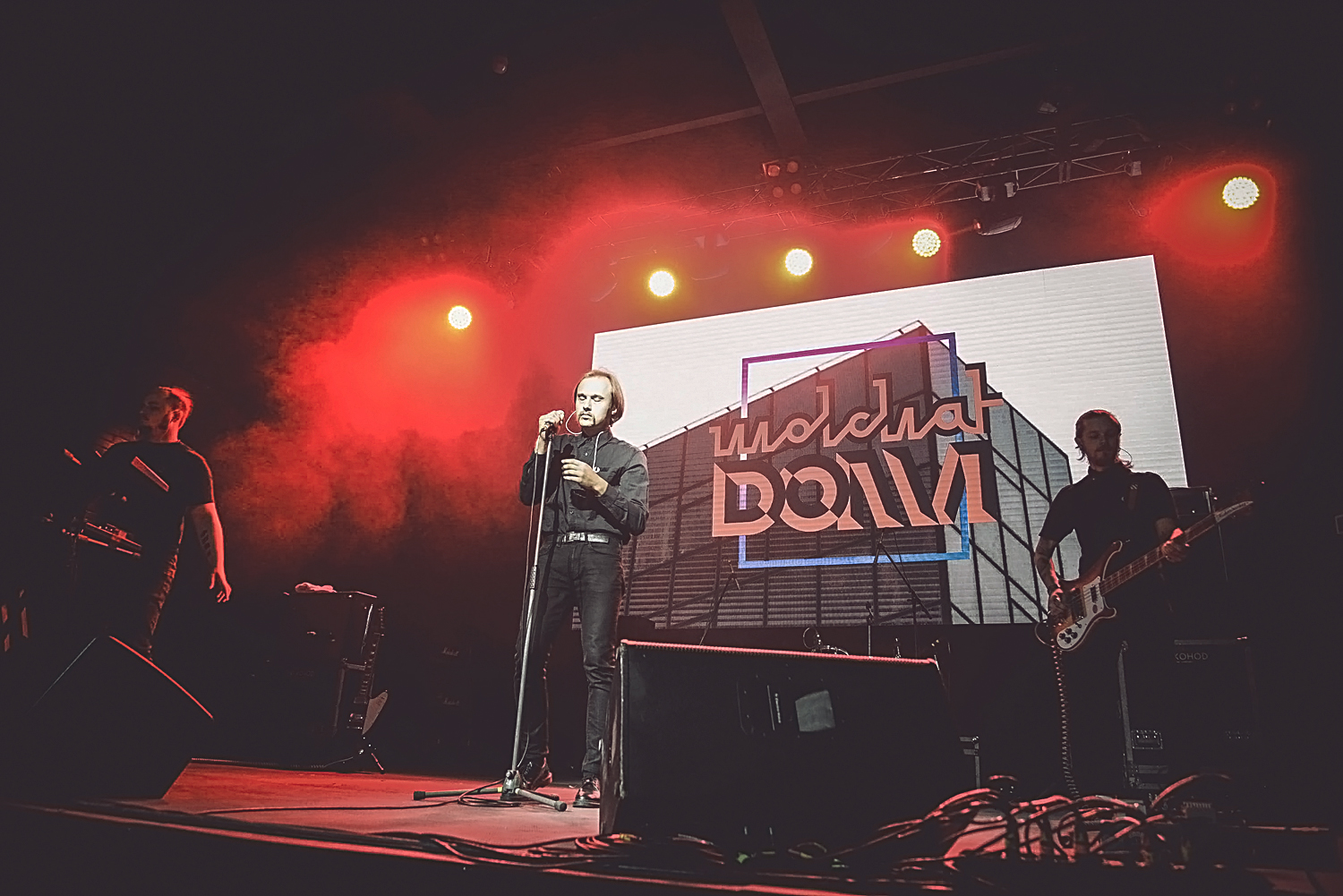
러시아 상트페테르부르크에서 공연하는 몰찻 도마 (2020년)

2020년 1월 몰찻 도마는 미국 인디 레이블 세이크리드 본즈 레코즈와 계약하였다. 세이크리드 본즈 레코즈는 몰찻 도마의 두 앨범을 북아메리카에서 비닐앨범으로 재발매하였다. 2020년 상반기 몰찻 도마는 틱톡의 수많은 영상에서 Этажи 수록곡 Судно (Борис Рыжий)가 쓰이면서 인지도를 쌓기 시작했다. Судно (Борис Рыжий)의 이러한 인기는 그 당시 스포티파이 Viral 50 차트에서 2위를 차지할 정도였다.
몰찻 도마는 본래 미국 가수 크리스타 벨과 함께 북아메리카 투어를 기획중이었으나, 코로나19 범유행으로 인해 취소되었다. 몰찻 도마는 세이크리드 본즈 레코즈에서 만든 블랙 사바스 헌정 앨범 What Is This That Stand Before Me에 노래 Heaven and Hell을 러시아어 가사와 다크웨이브 음악풍으로 만들어 참가하였다. 헌정 앨범은 2020년 3월 발매되었다. 그리고 몰찻 도마가 커버한 Heaven and Hell은 다음달 싱글로 디지털 플랫폼에 발매되었다.
2020년 9월 15일 몰찻 도마는 세이크리드 본즈에서 발매하는 첫 앨범을 발표하였다. 앨범 제목은 Монумент로, 11월 13일 발매되었다. 또한 앨범의 리드 싱글 곡인 Не смешно(네 스메시노) 또한 공개되었다.

## 음악 성향과 가사
몰찻 도마는 자신이 1980년 페레스트로이카 시기 러시아 록 음악, 특히 키노의 영향을 받았다고 하였다. 또한 예고르 시쿳코의 보컬 스타일과 무대 위 모습이 조이 디비전의 이안 커티스와 비슷한 점에서 더 큐어와 조이 디비전을 자신들과 비교하기도 하였다. 몰찻 도마는 더 큐어의 로버트 스미스와 디페쉬 모드의 데이비드 게한에게 찬사를 보내며 그들 중 한 명의 공연에라도 출연할 생각이 있다고 하였다.
몰찻 도마는 자신들의 음악 성향을 "포스트펑크, 뉴 웨이브, 더 어두워진 신스팝이라고 하였다. 평론가들 역시 몰찻 도마의 음악을 포스트펑크, 뉴 웨이브,, 신스팝, 그리고 콜드웨이브라고 평가한다. 몰찻 도마에는 드러머가 없으며, 대신 드럼 머신 소리를 음악에 결합시킨다. 그들의 음악은 가끔씩 두머들이 듣는 "두머 음악"과 관련되기도 한다. 두머 음악은 차갑고 우울한 분위기, 대체로 외로움에 초점을 맞추고 있는 슬프고 내관적인 가사, 그리고 전반적으로 디스토피아적인 음악이라는 특징을 나타내는데 이 모든것이 몰찻 도마의 음악과 관련이 있다. 몰찻 도마의 많은 노래가 유튜브 "두머 플레이리스트"에 수록되었으며, 이는 그 플랫폼에서 인지도를 쌓는 데 역할을 하였다.

## 디스코그래피

### 스튜디오 앨범
| 제목               | 상세 정보                                                                                                 | 차트 최고 순위  | 차트 최고 순위   |
| 제목               | 상세 정보                                                                                                 | Top Heatseekers | 빌보드 차트 월드 |
| ------------------ | --- | --------------- | ---------------- |
| С крыш наших домов | - 발매일: 2017년 4월 24일 - 레이블: 없음 - 포맷: CD, LP, 콤팩트 카세트, 음악 다운로드                     | —               | —                |
| Этажи              | - 발매일: 2018년 9월 7일 - 레이블: Detriti Records - 포맷: CD, LP, 콤팩트 카세트, 음악 다운로드           | —               | —                |
| Монумент           | - 발매일: 2020년 11월 13일 - Label: 세이크리드 본즈 레코즈 - Format: CD, LP, 콤팩트 카세트, 음악 다운로드 | 21              | 12               |

### 싱글 앨범
| 제목                                        | 연도   | 앨범                                |
| ------------------------------------------- | ------ | ----------------------------------- |
| "Коммерсанты"                               | 2017년 | Этажи                               |
| "Звезды"                                    | 2019년 | 없음                                |
| "По краю острова"(플로호와 공동 작업)       | 2019년 | 없음                                |
| "Небеса и Ад" "Heaven and Hell"             | 2020년 | What Is This That Stands Before Me? |
| "Не смешно"                                 | 2020년 | Монумент                            |
| "Дискотека"                                 | 2020년 | Монумент                            |
| "Ответа нет"                                | 2020년 | Монумент                            |
| "Мёртв внутри" (엘렉트로포레스와 공동 작업) | 2021년 | 없음                                |